# Tzompantli

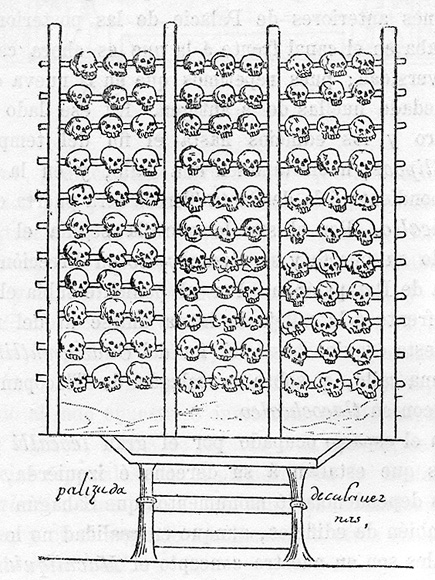
Représentation d'un tzompantli dans le codex Durán.

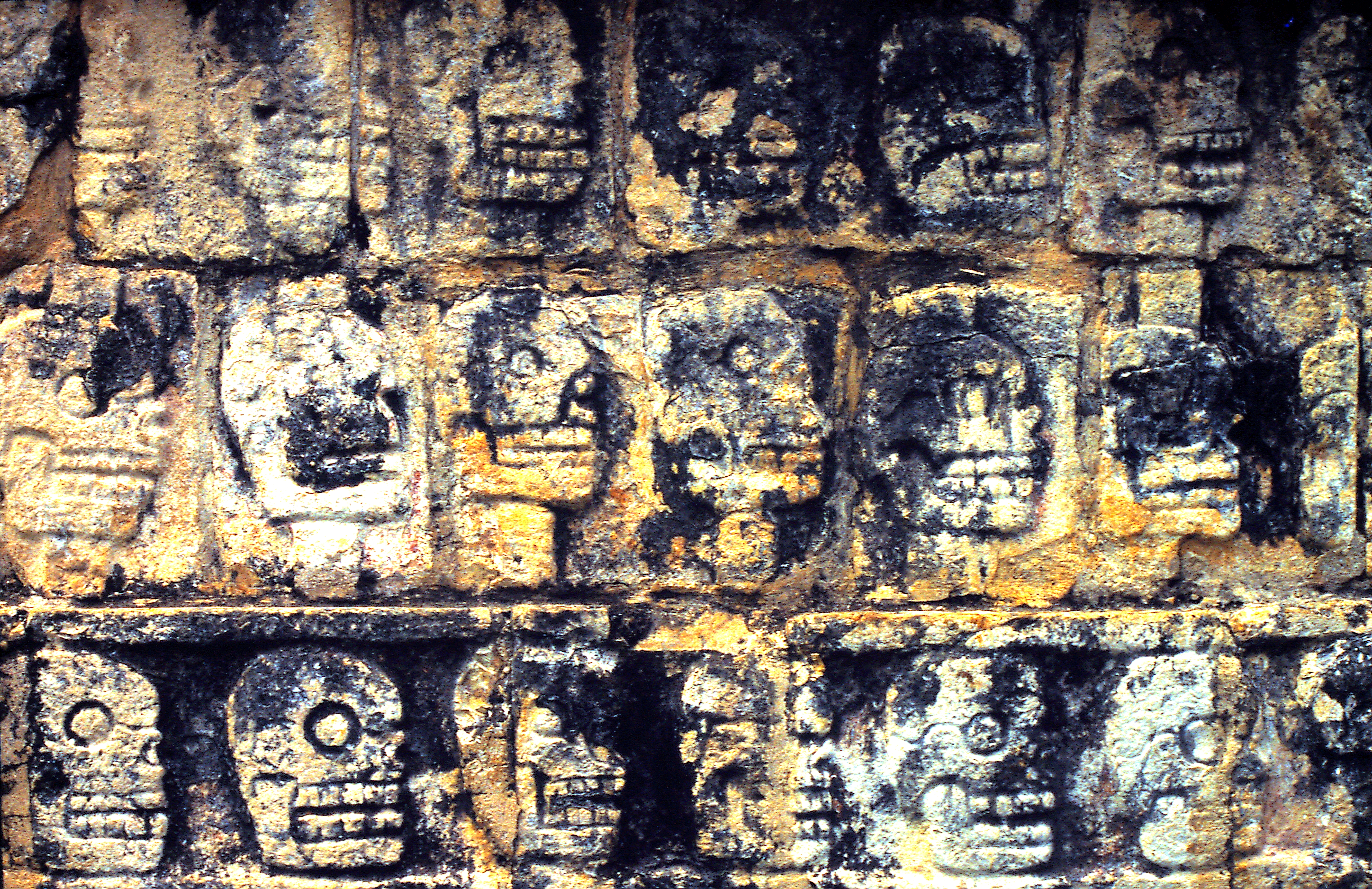
Détail d'un bas-relief représentant un tzompantli (site archéologique de Chichén Itzá).

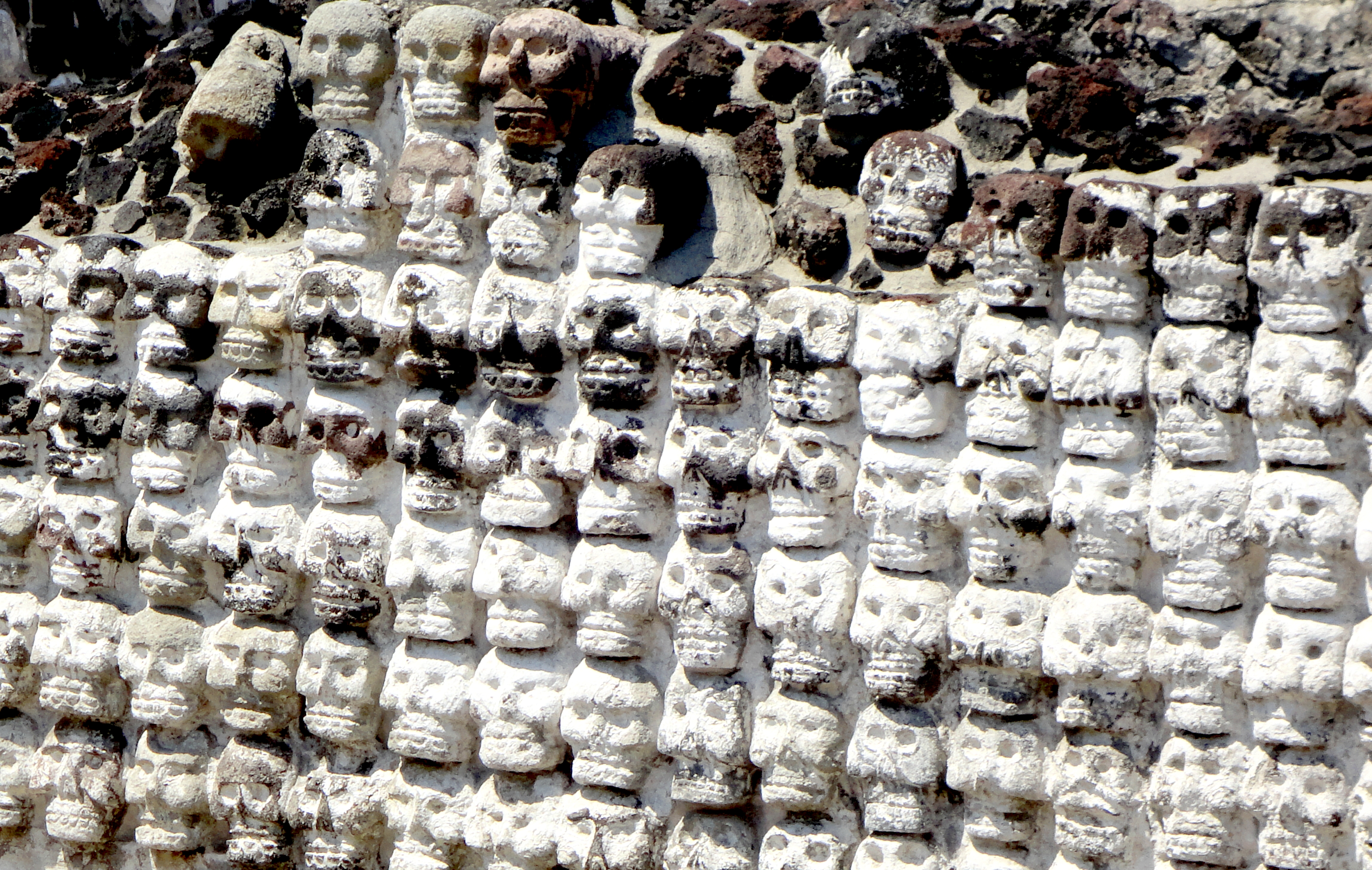
Détail d'un bas-relief représentant un tzompantli (site archéologique du Templo Mayor de Mexico-Tenochtitlan).

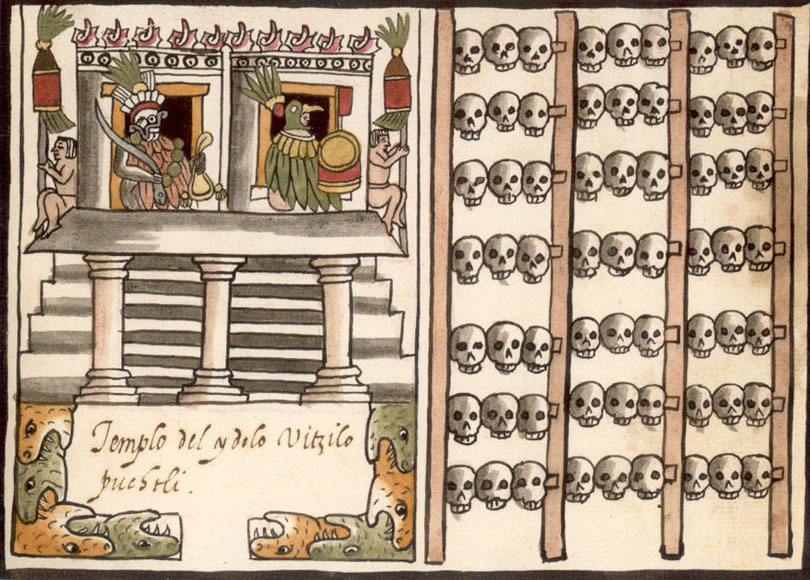
Représentation d'un tzompantli dans le codex Tovar.

Un « tzompantli » est une structure de poteaux en bois sur lesquels sont empalés les crânes humains des victimes sacrifiées en Mésoamérique.

## Origine du mot
Étymologiquement, ce mot nahuatl est composé de « tzom » (crâne) et « pantli » (mur).[réf. nécessaire]

## Description
Entre des rangées de pieux étaient fixées des perches sur lesquels on enfilait par les tempes les crânes des victimes. Il en existait une autre version, plus fréquente chez les Mayas, où les crânes étaient enfilés sur des perches verticales.
On en trouve des représentations dans divers codex du XVIe siècle, puis notamment une version miniature sur la célèbre première page du codex Mendoza, qui représente sans doute symboliquement le tzompantli du principal centre cérémoniel de Mexico-Tenochtitlan, le Templo Mayor. Une autre illustration est celle du codex Ramírez (es) (1587) où un tzompantli est dessiné à côté d'un autel sacrificiel.
Bernardino de Sahagún nous en donne un exemple curieux, accompagné d'une image dans le manuscrit : lors de la conquête de Tenochtitlan par les Espagnols, les Aztèques, ayant capturé des soldats espagnols et des chevaux, les sacrifient et « [...] lorsqu'ils ont été immolés, alors ils ont enfilé sur des baguettes les têtes des Espagnols ; ils y ont piqué aussi les têtes des chevaux. En bas ils les ont placées, et les têtes des Espagnols ils les ont mises plus haut ».
On a également trouvé sur plusieurs sites archéologiques mésoaméricains des bas-reliefs représentant des tzompantlis, notamment sur le site aztèque du Templo Mayor ainsi que celui maya de Chichén Itzá.